# Love Explosion
Love Explosion è il quarto album discografico da solista della cantante statunitense naturalizzata Svizzera Tina Turner, pubblicato nel 1979 su etichetta EMI nel Regno Unito, dalla Ariola Records nella Germania occidentale e dalla United Artists negli Stati Uniti. L'album presenta forti influenze funk e disco.

## Descrizione
Love Explosion è stato registrato in Europa e prodotto da uno dei produttori principali della disco francese, Alec R. Costandinos, che aveva lavorato con band come Love & Kisses e Cerrone e che aveva curato la colonna sonora del film del 1978 Grazie a Dio è venerdì. 
Love Explosion e i suoi tre singoli, Love Explosion, Music Keeps Me Dancin e Back Stabbers, cover dei The O'Jays, non ebbero alcun impatto nelle classifiche. L'album non ha ricevuto alcuna certificazione tanto che le etichette discografiche decisero di non rinnovare ulteriormente il contratto con la cantante.
L'album include anche due ballate soul, I See Home e Just A Little Lovin, quest'ultima originariamente incisa da Dusty Springfield nel suo album del 1969 Dusty in Memphis. 
Love Explosion, proprio come il precedente Rough, è stato ristampato su CD dalla EMI nei primi anni '90 ma è attualmente fuori catalogo, ma nel novembre 2023 è stato reso disponibile in versione digitale o streaming.

## Tracce
1. Love Explosion – 5:55 (Lenny Macaluso, Pat Summerson)
2. Fool for Your Love – 3:24 (Leo Sayer, Michael Omartian)
3. Sunset on Sunset – 3:35 (Billy Livsley, David Courtney, Richard Niles)
4. Music Keeps Me Dancin' – 3:49 (Lenny Macaluso, Pat Summerson)
5. I See Home – 5:19 (Allee Willis, David Lasley)
6. Back Stabbers – 3:34 (Leon Huff, Gene McFadden, John Whitehead)
7. Just a Little Lovin' – 3:12 (Barry Mann, Cynthia Weil)
8. You Got What I'm Gonna Get – 3:08 (Chris Bennett, Molly-Ann Leikin)
9. On the Radio – 3:49 (Victor Carstarphen)